# پول، چشر
پول (به انگلیسی: Poole) یک روستا و محله مدنی در بریتانیا است که در چشر شرقی واقع شده‌است. پول ۱۰۱ نفر جمعیت دارد.